# Feminism & Psychology
Feminism & Psychology é uma revista acadêmica trimestral revisada por pares que cobre a Teoria feministateoria e a prática feminista em psicologia. Foi criado em 1991 e é publicado pela SAGE Publications.

## Abstração e indexação
A revista é resumida e indexada no Scopus e no Social Sciences Citation Index. De acordo com o Journal Citation Reports, a revista tem um fator de impacto de 3.377 em 2015, classificando-a em 53º lugar entre 129 periódicos na categoria "Psicologia Multidisciplinar" e em 11º entre 40 periódicos na categoria "Estudos da Mulher". A revista tem um fator de impacto de 2022 de 3,377.

## Editores
- Catriona Ida Macleod (2013–presente)[3]